# Kay Smits
Kay Smits (Geleen, 31 de marzo de 1997) es un jugador de balonmano neerlandés que juega de lateral derecho en el SG Flensburg-Handewitt. Es internacional con la selección de balonmano de los Países Bajos.
Su primer gran campeonato con la selección fue el Campeonato Europeo de Balonmano Masculino de 2020.

## Palmarés

### Limburg Lions
- Liga de balonmano de los Países Bajos (2): 2015, 2016
- Copa de balonmano de los Países Bajos (2): 2015, 2016
- Supercopa de balonmano de los Países Bajos (1): 2016
- BeNe League (1): 2015

### Team Tvis Holstebro
- Copa de Dinamarca de balonmano (1): 2018

### Magdeburg
- Liga de Alemania de balonmano (1): 2022
- Campeonato Mundial de Clubes de Balonmano (2): 2021, 2022
- Liga de Campeones de la EHF (1): 2023

### Flensburg
- Liga Europea de la EHF (1): 2024

## Clubes
| Club                   | País         | Año         |
| ---------------------- | ------------ | ----------- |
| Limburg Lions          | Países Bajos | 2014 - 2016 |
| Wilhelmshavener HV     | Alemania     | 2016 - 2018 |
| Team Tvis Holstebro    | Dinamarca    | 2018 - 2021 |
| SC Magdeburg           | Alemania     | 2021 - 2023 |
| SG Flensburg-Handewitt | Alemania     | 2023 - Act. |

## Estadísticas

### Selección
|  | Líder del Torneo            |
|  | Incluido en el Equipo Ideal |

| Torneo              | Partidos | Ataque | Ataque | Ataque      | Ataque | Posición |
| Torneo              | Partidos | Goles  | Tiros  | Efectividad | Media  | Posición |
| ------------------- | -------- | ------ | ------ | ----------- | ------ | -------- |
| Europeo 2020        | 3        | 22     | 31     | 71%         | 7,33   | 17º      |
| Europeo 2022        | 5        | 45     | 62     | 73%         | 9      | 10º      |
| Mundial 2023        | 6        | 44     | 66     | 66,66%      | 7,33   | 14º      |
| Mundial 2025        | 6        | 23     | 34     | 67,65%      | 3,83   | 12º      |
| Total en su carrera | 20       | 134    | 193    | 69,43%      | 6,7    | -        |

Actualizado a 31 de enero de 2025.